# Укус
Укус — вонзание зубов, сдавливание зубами или челюстями. Укусы насекомых производятся ротовыми органами; перепончатокрылые (пчёлы, осы и др.) человека не кусают, а жалят. Животные могут укусить защищаясь, а также для добычи пропитания.

## Укусы членистоногих
Среди укусов членистоногих распространены укусы многоножек, укус паука, укус комара и ядовитых насекомых.

## Укусы позвоночных

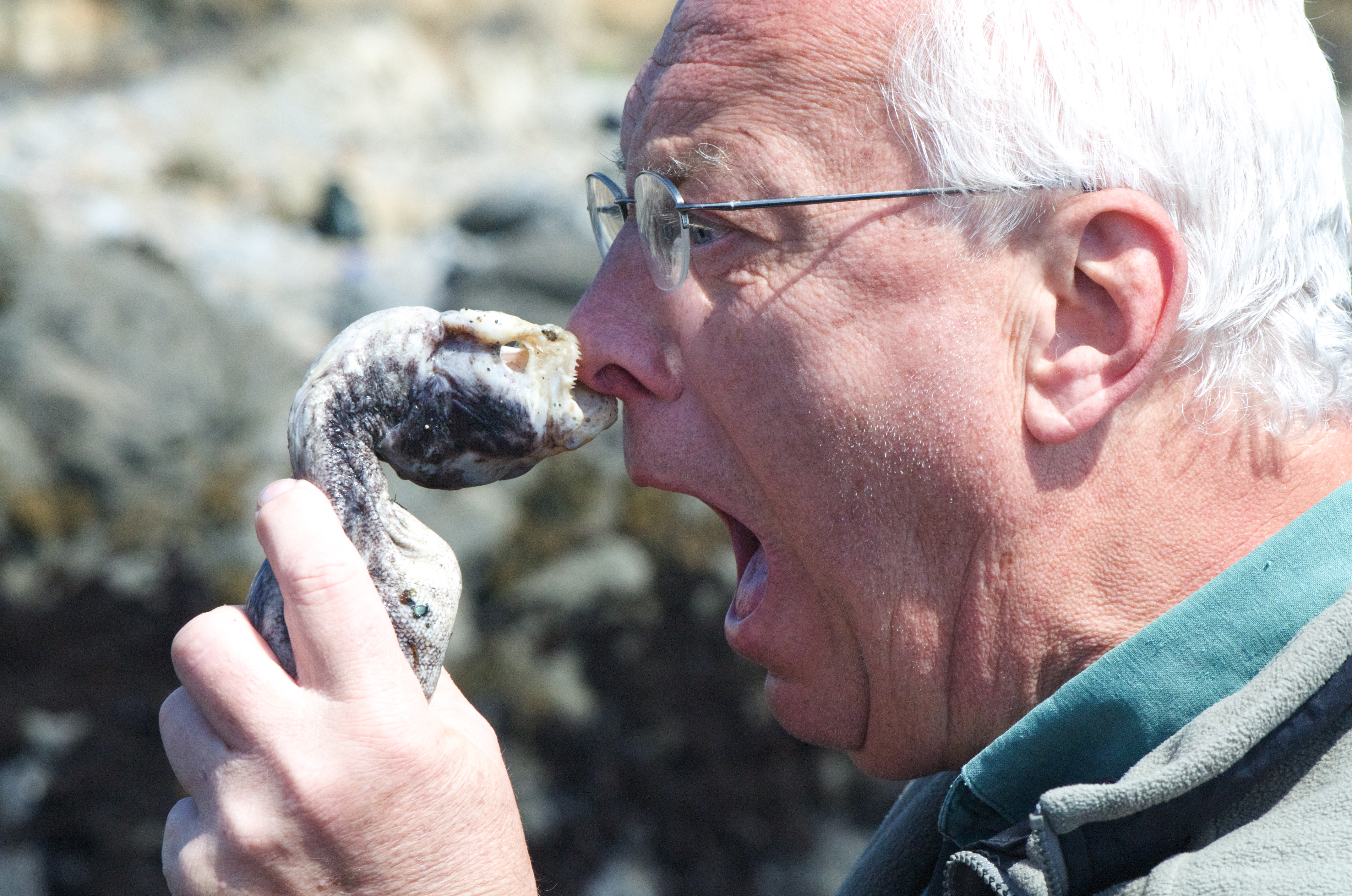
Укус за нос

Человек может стать жертвой укусов различных позвоночных — акул, змей, собак, кошек, летучих мышей, грызунов, других людей и даже самого себя (при патологических состояниях). Это приводит к болезненным ощущениям, а зачастую и к более серьёзным последствиям — кровотечениям, потере конечностей, заражению болезнями, среди которых не последнее место занимает бешенство. Укус змеи может быть крайне опасен, если она ядовита.
Собачьи укусы являются одними из самых часто встречающихся, обычно от них страдают дети, причём целью собаки чаще всего является лицо. В США ежегодно сообщают о 4,7 миллиона собачьих укусов.

## Лечение
Первая помощь при укусе — промыв раны антисептиком, например, мыльным раствором, и наложение повязки (не тугой).

### Антибиотики
При кошачьих, собачьих и глубоких человеческих укусах рук рекомендуется профилактическое применение антибиотиков. Среди учёных нет консенсуса насчёт полезности применения антибиотиков при укусах в другие части тела.
При эмпирическом лечении обычно применяется амоксициллин + клавулановая кислота, при аллергии на пенициллин — доксициклин и метронидазол. Противостафилококковые пенициллины (клоксациллин, нафциллин, флуклоксациллин) и макролиды (эритромицин, кларитромицин) не используются в эмпирической терапии, так как они не действуют на пастереллы.

## Укушенные знаменитости
- В 1885 году Йозеф Майстер был укушен собакой. Он стал первым человеком, спасённым от бешенства благодаря вакцине.
- В 1997 году Эвандер Холифилд был укушен М. Тайсоном во время боксёрского поединка.